# Damir Hadžić
Damir Hadžić, slovenski nogometaš, * 1. oktober 1984, Izola.
Hadžić je nekdanji profesionalni nogometaš, ki je igral na položaju branilca. V svoji karieri je igral za slovenske klube Izola, Koper, Celje, Krško, Primorje in Dekani ter italijanski Kras Repen. Skupno je v prvi slovenski ligi odigral 315 tekem in dosegel 13 golov. Bil je tudi član slovenske reprezentance do 17, 20 in 21 let. 